# Trigonotis formosana
Trigonotis formosana är en strävbladig växtart som beskrevs av Bunzo Hayata. Trigonotis formosana ingår i släktet Trigonotis och familjen strävbladiga växter. Utöver nominatformen finns också underarten T. f. elevatovenosa.